# Mike Wieringo
Michael „Mike“ Lance Wieringo (* 24. Juni 1963 in Vicenza, Italien; † 12. August 2007 in Durham, North Carolina; Pseudonym: Ringo) war ein US-amerikanischer Comiczeichner.
Wieringo wuchs als Kind italienischer Immigranten in der Stadt Lynchburg im US-Bundesstaat Virginia auf. Nach dem Studium an der Virginia Commonwealth University in Richmond, das er mit einem Abschluss in Communication Arts and Design abschloss, begann er als Zeichner für Millennium Publications zu arbeiten. Dort illustrierte er ab 1991 die Serie Pat Savage and Doc Savange: Doom Dynasty. 
1993 übernahm er Aufträge als Coverzeichner für Caliber Press (so für die Anthologie Negative Burn) bevor er seinen Durchbruch als hauptberuflicher Comiczeichner mit Arbeiten für den Verlag DC Comics erlebte. Dort zeichnete er zunächst Geschichten für die vierteljährlich erscheinende Serie Justice League Quarterly (#11 und 12) bevor er 1995 den Job des Hauptzeichners für die traditionsreiche Superheldenserie The Flash erhielt. Sein Partner dabei war der Autor Mark Waid. Nach seinem Weggang als Zeichner der Flash-Geschichten zeichnete er noch einige Cover für die Serie (#100, 118-124, 128-129; 80-Page Giant #2).
Es folgte ein kurzer Run an der Serie Robin, die die Soloabenteuer von Batmans Juniorpartner Robin zum Inhalt hat. Partner an diesem Projekt war Autor Chuck Dixon. Zeitgleich zeichnete er für Marvel Comics die vierteilige Miniserie Rogue (1995). Für Malibu Comics zeichnete er die Serie Firearm.
1996 zeichnete Wieringo den One-Shot Spider-Boy #1, gefolgt von einem Engagement als Stammzeichner der Serie The Sensational Spider-Man, bei dem er mit Autor Todd DeZago zusammenarbeitete (#8-31). Mit DeZago arbeitete Wieringo erneut von 1999 bis 2000 an der Fantasyserie Tellos zusammen die von Image Comics publiziert wurde. 2001 reichte er das One-Shot Tellos: Maiden Voyage nach.
2001 kehrte Wieringo zu DC zurück wo er den Zeichnerjob für die Serie Adventures of Superman (#592-600) übernahm, die zu dieser Zeit von Autor Joe Casey geschrieben wurde. 2002 erneuerte Wieringo seine Zusammenarbeit mit Mark Waid, mit dem er zusammen knapp drei Jahre lang die Serie Fantastic Four betreute. Hiernach zeichnete er an der Serie Friendly Neighborhood Spider-Man (#1-5, 8-10) und die Miniserie Spider-Man and the Fantastic Four.